# Kelly Hu
Kelly Ann Hu (en chino simplificado: 胡凯丽; chino tradicional: 胡凯丽; Honolulu, Hawái, 13 de febrero de 1968) es una actriz y exmodelo estadounidense. Fue Miss Teen USA 1985 y Miss Hawái USA 1993. En 1997 se dio a conocer como actriz de televisión en la serie Sunset Beach interpretando a la Dra. Rae Chang.
Desde entonces, ha participado en numerosos programas de televisión y películas, como Nash Bridges (1997-1998), El rey escorpión (2002), Cradle 2 the Grave (2003), X-Men 2 (2003), Underclassman (2005), The Tournament (2009), The Vampire Diaries (2010-2011) y White Frog (2012), entre otros. Interpreta a Abigail Cho en la serie Warehouse 13 en el canal Syfy (2013-2014).

## Inicios
Hu nació en Honolulu, Hawái, hija de Juanita, una ingeniera de Honolulu y Herbert Hu, un vendedor y criador de aves, que se divorciaron cuando ella todavía era una niña. Tiene un hermano, Glenn, que es administrador de recursos humanos en el Ejército de los Estados Unidos. Aunque estadounidense, Hu es de ascendencia china. Asistió a la escuela primaría y cursó la secundaria en las Kamehameha Schools. Se graduó en la Universidad Pepperdine de Malibú, California.

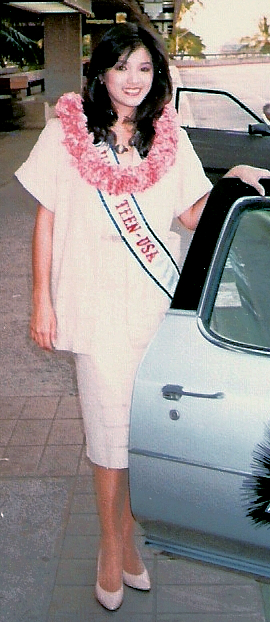
Kelly Hu como Miss Teen USA 1985.

Como datos de interés se ha dedicado a cantar, bailar y en las Artes marciales desde niña. Un primo de Hu triunfó como modelo, y tras escucharlo Hu decidió lanzarse al mundo de la moda. Ganó Miss Teen USA 1985 y Miss Hawái USA 1993.

## Carrera

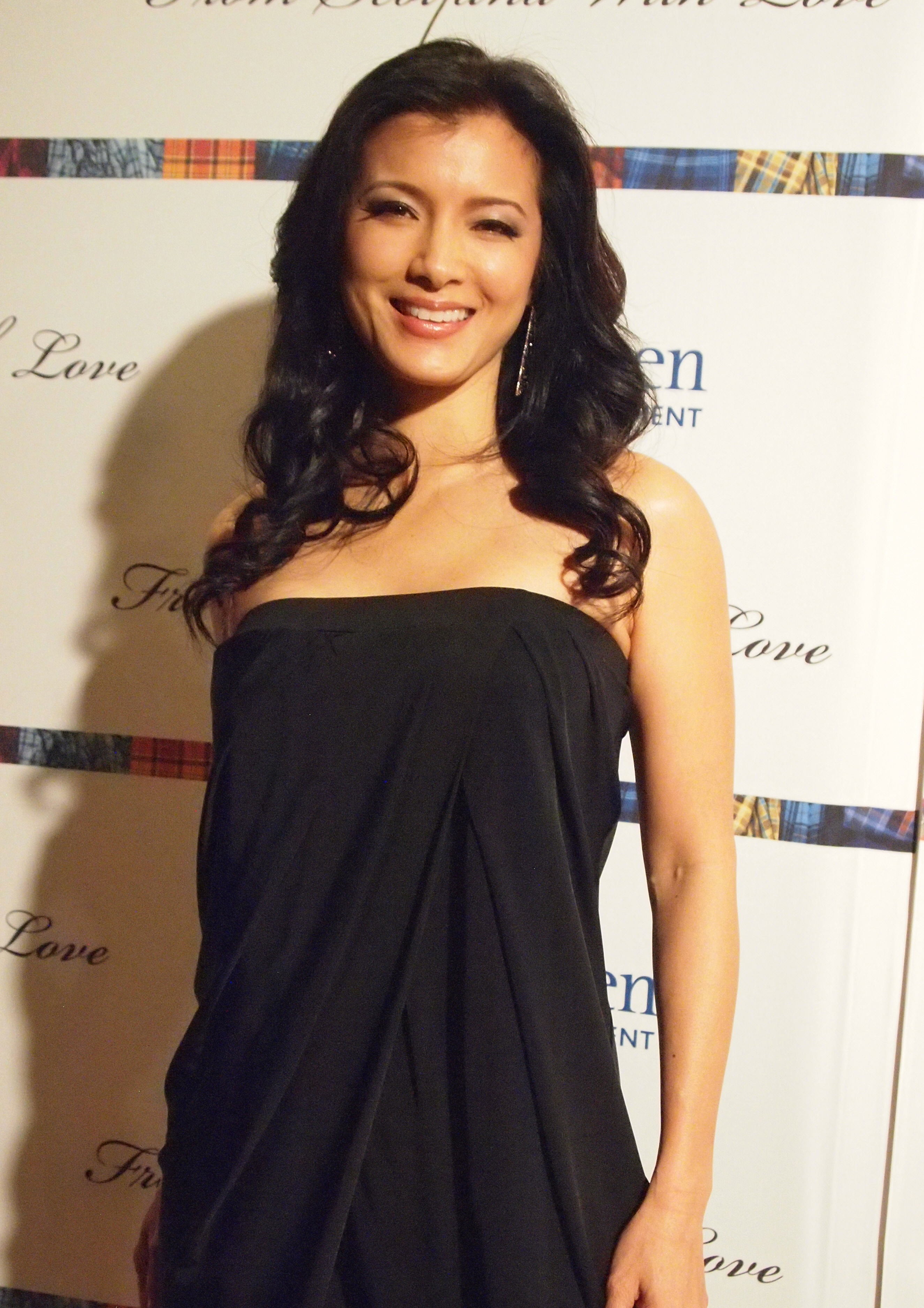
Hu en abril de 2013

Hu triunfó como modelo en Italia y Japón, y se hizo muy conocida después de anunciar en televisión la marca de queso Filadelfia, interpretando a una joven llamada Kaori. Más tarde, Hu se trasladó a Los Ángeles y comenzó su carrera como actriz en 1987, con un papel protagonista como invitada a Mike Seaver Hawaiian siendo seducida por Growing Pains. Tras cameos en varias series y películas fue elegida como la Dra. Rae Chang en Sunset Beach durante seis meses en 1997. Posteriormente, fue elegida como la policía Michelle Chan en la serie de televisión Nash Bridges (1997-1998). Sus apariciones en películas posteriores incluyen El rey escorpión (2002), Cradle 2 the Grave (2003) y X2 (2003).

## Filmografía

### Películas
| Año  | Título                                                   | Personaje                       |
| ---- | -------------------------------------------------------- | ------------------------------- |
| 1989 | Friday the 13th Part VIII: Jason Takes Manhattan         | Eva Watanabe                    |
| 1990 | American Eyes                                            | Emily                           |
| 1991 | The Doors                                                | Dorothy                         |
| 1991 | Harley Davidson and the Marlboro Man                     | Suzie                           |
| 1993 | Surf Ninjas                                              | Ro-May                          |
| 1995 | No Way Back                                              | Seiko Kobayashi                 |
| 1995 | Strange Days                                             | Anchor Woman                    |
| 1996 | Star Command                                             | Ens. Yukiko Fujisaki            |
| 1997 | Fakin' da Funk                                           | Kwee-Me                         |
| 2002 | The Scorpion King                                        | Cassandra                       |
| 2003 | Cradle 2 the Grave                                       | Sona                            |
| 2003 | X-Men 2                                                  | Yuriko Oyama/Lady Deathstrike   |
| 2004 | The Librarian: Quest for the Spear                       | Lana                            |
| 2005 | Underclassman                                            | Lisa Brooks                     |
| 2005 | Confessions of an Action Star                            | Ella misma / Policía encubierta |
| 2006 | Americanese                                              | Brenda Nishitani                |
| 2006 | Undoing                                                  | Vera                            |
| 2006 | Devil's Den                                              | Caitlin                         |
| 2007 | The Air I Breathe                                        | Jiyoung                         |
| 2007 | Shanghai Kiss                                            | Micki Yang                      |
| 2007 | Succubus: Hell-Bent                                      | Detective Pei                   |
| 2008 | Farmhouse                                                | Lilith                          |
| 2008 | Stiletto                                                 | Detective Hanover               |
| 2008 | Dim Sum Funeral                                          | Cindy                           |
| 2009 | The Tournament                                           | Lai Lai Zhen                    |
| 2011 | Almost Perfect                                           | Vanessa ("Van")                 |
| 2011 | What Women Want                                          | Chica en anuncio de la Lotto    |
| 2012 | White Frog                                               | May Chung                       |
| 2013 | They Die By Dawn                                         | TBA                             |
| 2013 | The Haumana                                              | Linda                           |
| 2014 | Age of Tomorrow                                          | Dr. Gordon                      |
| 2014 | Death Valley                                             | Greenstreet                     |
| 2016 | Beyond the Game                                          |                                 |
| 2016 | Finding Kukan                                            | Voz de Li Ling-Ai de joven      |
| 2016 | Kepler's Dream                                           | Irene                           |
| 2017 | Maximum Impact                                           | Kate                            |
| 2018 | F.R.E.D.I.                                               | Dr. Andi Palmer                 |
| 2018 | Christmas Wonderland                                     | Julia                           |
| 2018 | Lucy in the Sky                                          | Dr. Susan                       |
| 2019 | Go Back to China                                         | May Li                          |
| 2020 | Phineas and Ferb the Movie: Candace Against the Universe | Voz de Stacy Hirano             |
| 2021 | Batman: Soul of the Dragon                               | Voz de Lady Shiva               |
| 2021 | Finding 'Ohana                                           | Leilani                         |
| 2021 | Extinct                                                  | Voz de reportera                |
| 2021 | List of a Lifetime                                       | Brenda Lee                      |
| 2021 | Painted Beauty                                           | Carla                           |
| 2022 | Catwoman: Hunted                                         | Voz de Cheshire                 |
| 2022 | Fallen Angels Murder Club: Friends to Die For            | Joelle Wallace                  |
| 2022 | Fallen Angels Murder Club: Heroes and Felons             | Joelle Wallace                  |
| 2024 | Deadpool & Wolverine                                     | Yuriko Oyama/Lady Deathstrike   |

#### Televisión
| Año       | Título                            | Personaje                      | Notas                                       |
| --------- | --------------------------------- | ------------------------------ | ------------------------------------------- |
| 1987-1988 | Growing Pains                     | Melia                          | 3 episodios                                 |
| 1997      | Sunset Beach                      | Rae Chang                      | 63 episodios                                |
| 1997–1998 | Nash Bridges                      | Inspectora Michelle Chan       | 23 episodios                                |
| 1998–2000 | Martial Law                       | Chen Pei Pei (Grace Chen)      | 44 episodios                                |
| 2003      | Boomtown                          | Rachel Durrel                  | 2 episodios                                 |
| 2004      | Threat Matrix                     | Agente Mia Chen                | 3 episodios                                 |
| 2005      | Mayday                            | Sharon Crandall                | Película emitida en televisión              |
| 2005–2006 | CSI: NY                           | Detective Kaile Maka           | 4 episodios                                 |
| 2005–2006 | Las Vegas                         | Natalie Ko                     | 1 episodio                                  |
| 2007      | In Case of Emergency              | Kelly Lee                      | 13 episodios                                |
| 2008      | Law & Order: Special Victims Unit | Kelly Sun                      | 1 episodio                                  |
| 2008–2009 | Army Wives                        | Major Jordana Davis            | 4 episodios                                 |
| 2009      | NCIS                              | Lee Wuan Kai                   | 1 episodio                                  |
| 2009      | Dark Shadows                      | Dr. Julia Hoffman              |                                             |
| 2010–2011 | The Vampire Diaries               | Pearl                          | 8 episodios                                 |
| 2010–2011 | Hawaii Five-0                     | Laura Hills                    | 3 episodios                                 |
| 2011      | CSI: Crime Scene Investigation    | Angie Salinger                 | 1 episodio                                  |
| 2012      | Fairly Legal                      | Lydia                          | 1 episodio                                  |
| 2012      | Breakout Kings                    | Director Ejecutiva Kendra Park | 1 episodio                                  |
| 2012-2019 | Arrow                             | China White                    | 13 episodios                                |
| 2013      | Castle                            | Scarlet Jones                  | 1 episodio                                  |
| 2013      | The 100                           | Callie "Cece" Cartwig          | Elenco principal                            |
| 2013-2014 | Warehouse 13                      | Abigail Chau                   |                                             |
| 2014      | The 100                           | Callie "Cece" Cartwig          | Episodio: "Pilot"                           |
| 2014      | High School Possession            | Denise Brady                   | Película para TV                            |
| 2015      | Being Mary Jane                   |                                | Episodio: "Some Things Are Black and White" |
| 2017      | Gap Year                          | Vanessa                        | Episodio: "Nepal: The End"                  |
| 2017      | The Orville                       | Union Admiral Ozawa            | 2 episodios                                 |
| 2017      | NCIS: New Orleans                 | Dr. Anna Yoon                  | Episodio: "The Accident"                    |
| 2018–20   | Tangled                           | Adira                          |                                             |
| 2018      | Dietland                          | Abra Austen                    |                                             |
| 2020      | L.A.'s Finest                     | Angela Turner                  | 2ª temporada                                |
| 2023      | BMF                               | Detective Veronica Jin         | 2ª temporada                                |
| 2023      | East New York                     | Allison Cha                    |                                             |

#### Vídeos musicales
| Año  | Título          | Artista   | Personaje                    |
| ---- | --------------- | --------- | ---------------------------- |
| 2002 | "I Stand Alone" | Godsmack  | Escenas de The Scorpion King |
| 2008 | "Yes We Can"    | will.i.am |                              |
| 2012 | "Outta My Head" | Daughtry  | Leading Woman                |

#### Voz de personajes
| Año           | Título                                           | Personaje                                 | Notas                                                             |
| ------------- | ------------------------------------------------ | ----------------------------------------- | ----------------------------------------------------------------- |
| 2005–2007     | Robot Chicken                                    | Varias voces                              | 5 episodios                                                       |
| 2007          | Afro Samurai                                     | Okiku                                     |                                                                   |
| 2007–2015     | Phineas and Ferb                                 | Stacy Hirano                              | 80 episodios                                                      |
| 2008          | Dead Space: Downfall                             | Shen                                      |                                                                   |
| 2009          | The Spectacular Spider-Man                       | Sha Shan Nguyen                           | 5 episodios                                                       |
| 2009          | Scooby-Doo y la espada del samurái               | Miyumi/Miss Mirimoto                      |                                                                   |
| 2010          | Batman: Under The Red Hood                       | Ms. Li                                    |                                                                   |
| 2011–2013     | Young Justice                                    | Cheshire, Paula Crock, Lian Nguyen-Harper | 10 episodios                                                      |
| 2011          | Green Lantern: Emerald Knights                   | Laira                                     |                                                                   |
| 2011          | Phineas y Ferb: A través de la segunda dimensión | Stacy Hirano                              |                                                                   |
| 2012-2017     | Las Tortugas Ninja                               | Karai / Hamato Miwa                       |                                                                   |
| 2017–2018     | Stretch Armstrong and the Flex Fighters          | Miya Kimanyan, various voices             |                                                                   |
| 2018          | Archer                                           | Queen                                     |                                                                   |
| 2020          | Pete the Cat                                     | Bali Burrow                               | episodio: "Super Surfboard Smash & SpaceCat 3611: Save the Music" |
| 2022          | Solar Opposites                                  | Lervus' Wife                              | episodio:: "99 Ships"                                             |
| 2022-presente | The Legend of Vox Machina                        | Dr. Anna Ripley                           |                                                                   |
| 2022          | Abominable and the Invisible City                | Great Watcher                             | episodio: "Please Hold While We Connect You"                      |
| 2023          | Mortal Kombat Legends: Cage Match                | Ashrah                                    |                                                                   |

### Videojuegos
| Año  | Título                                                   | Personaje                  |
| ---- | -------------------------------------------------------- | -------------------------- |
| 2004 | Star Wars: Knights of the Old Republic II The Sith Lords | Visas Marr                 |
| 2008 | Command & Conquer: Red Alert 3                           | Suki Toyama                |
| 2009 | Command & Conquer: Red Alert 3: Uprising                 | Suki Toyama AI             |
| 2009 | Ninja Blade                                              | Ryoko Kurokawa             |
| 2009 | Terminator Salvation                                     | Wells                      |
| 2009 | Afro Samurai                                             | Okiku, Osachi              |
| 2012 | Sleeping Dogs                                            | Inspector Jane Teng        |
| 2015 | Battlefield Hardline                                     | Detective Khai Minh Dao    |
| 2015 | Mortal Kombat X                                          | D'Vorah Sindel Frost       |
| 2019 | Mortal Kombat 11                                         | D'Vorah                    |
| 2022 | Guild Wars 2                                             | Capitana Mai Trin, Soo-Won |
| 2023 | Mortal Kombat 1                                          | Li Mei, Madam Bo           |
| 2024 | Teenage Mutant Ninja Turtles: Wrath of the Mutants       | Karai                      |

### Otros
- The Least Likely PSA (2004)